# Georg Wilhelm Sante

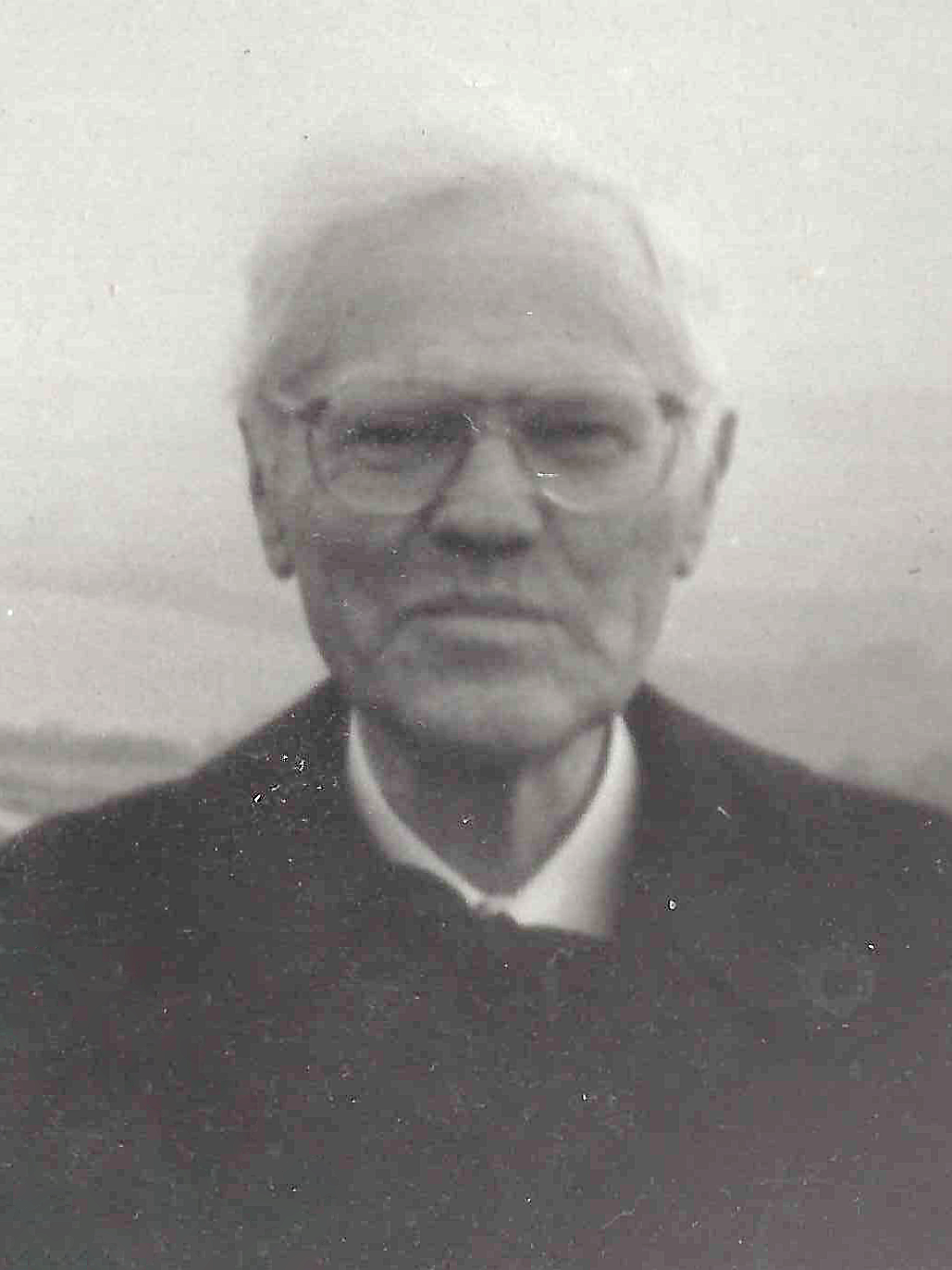
Georg Wilhelm Sante (ca. 1980)

Georg Wilhelm Sante (* 3. Oktober 1896 in Hildesheim; † 11. März 1984 in Wiesbaden) war ein deutscher Historiker und Archivar.

## Leben und Wirken
Georg Wilhelm Sante war der Sohn eines Landgerichtsdirektors. Er besuchte zunächst das Gymnasium in Elberfeld (1908–1914), wo er auch das Abitur ablegte. Im Ersten Weltkrieg kämpfte er an der Westfront und wurde als Leutnant der Reserve entlassen. Anschließend studierte er Geschichte und Kunstgeschichte an den Universitäten Münster, München und Bonn. 1923 wurde er an der Universität Bonn mit einer Arbeit über Die kurpfälzische Politik Johann Wilhelms und die Friedensschlüsse zu Utrecht, Rastatt und Baden promoviert. An die Promotion schloss sich ein Studium der Rechtswissenschaft in München an. Gleichzeitig war Sante als Historiker und Stipendiat für die Notgemeinschaft der deutschen Wissenschaft tätig. 1927/28 durchlief er die Archivarsausbildung am preußischen Institut für Archivwissenschaft in Berlin-Dahlem und wurde nach bestandener Prüfung dem preußischen Staatsarchiv Wiesbaden als wissenschaftlicher Hilfsarbeiter zugewiesen. Nach einer Abordnung an das Stadtarchiv Saarbrücken (1929–1935) und einem Einsatz als Referent für den Archivschutz in Belgien und Nordfrankreich (1940–1944) machte er in Wiesbaden Karriere und wurde 1947 mit der Leitung des Staatsarchivs – umbenannt in Hauptstaatsarchiv Wiesbaden – betraut. Gleichzeitig ernannte man ihn zum Archivreferenten im Hessischen Kultusministerium. Er war von 1950 bis 1966 Honorarprofessor an der Universität Mainz.
Sante war von 1947 bis 1957 Schatzmeister und von 1957 bis 1961 Vorsitzender des Vereins deutscher Archivare. 1953 begründete er die bundesweite Archivreferentenkonferenz. Auch nach seinem Eintritt in den Ruhestand (1961) nahm er noch zahlreiche Ämter und Funktionen wahr. So leitete er von 1962 bis 1968 den Gesamtverein der Deutschen Geschichts- und Altertumsvereine. Er war von 1963 bis 1971 außerdem Vorsitzender der Kommission für die Geschichte der Juden in Hessen.
Georg Wilhelm Sante war der älteste Bruder des deutschen Diplomaten Hans-Heinrich Sante.

## Schriften

### Autor
- mit Hans-Walter Herrmann: Geschichte des Saarlandes. Saarbrücken 1972.
- Die kurpfälzische Politik Johann Wilhelms und die Friedensschlüsse zu Utrecht, Rastatt und Baden. (1711–1716). Phil. Diss. Bonn 1923.

### Herausgeber (Auswahl)
Geschichte der deutschen Länder. A.G. Ploetz, Würzburg.
- Bd. 1: Die Territorien bis zum Ende des alten Reiches 1964.
- Bd. 2: Die deutschen Länder vom Wiener Kongress bis zur Gegenwart 1971, 2. Aufl. 1978.

(Ein geplanter dritter Band über Wirtschaftsräume und Struktur und Funktion der historischen Räume mit Territoriennachweis und ein vierter Band mit Karten, Stammtafeln, Quellen- und Literaturverzeichnis ist nicht erschienen.)
- Neuausgabe unter dem Titel Reich und Länder. Geschichte der deutschen Territorien. 2 Bände, Wissenschaftliche Buchgesellschaft, Darmstadt 1986.

Handbuch der historischen Stätten Deutschlands. 12 Bände, Kröner, Stuttgart 1958 ff.